# Agel
Agel is een gemeente in het Franse departement Hérault in de regio Occitanie. De plaats maakt deel uit van het arrondissement Béziers. Agel telde op 1 januari 2022 244 inwoners.

## Geografie
De oppervlakte van Agel bedroeg op 1 januari 2022 12,54 vierkante kilometer; de bevolkingsdichtheid was toen 19,5 inwoners per km².

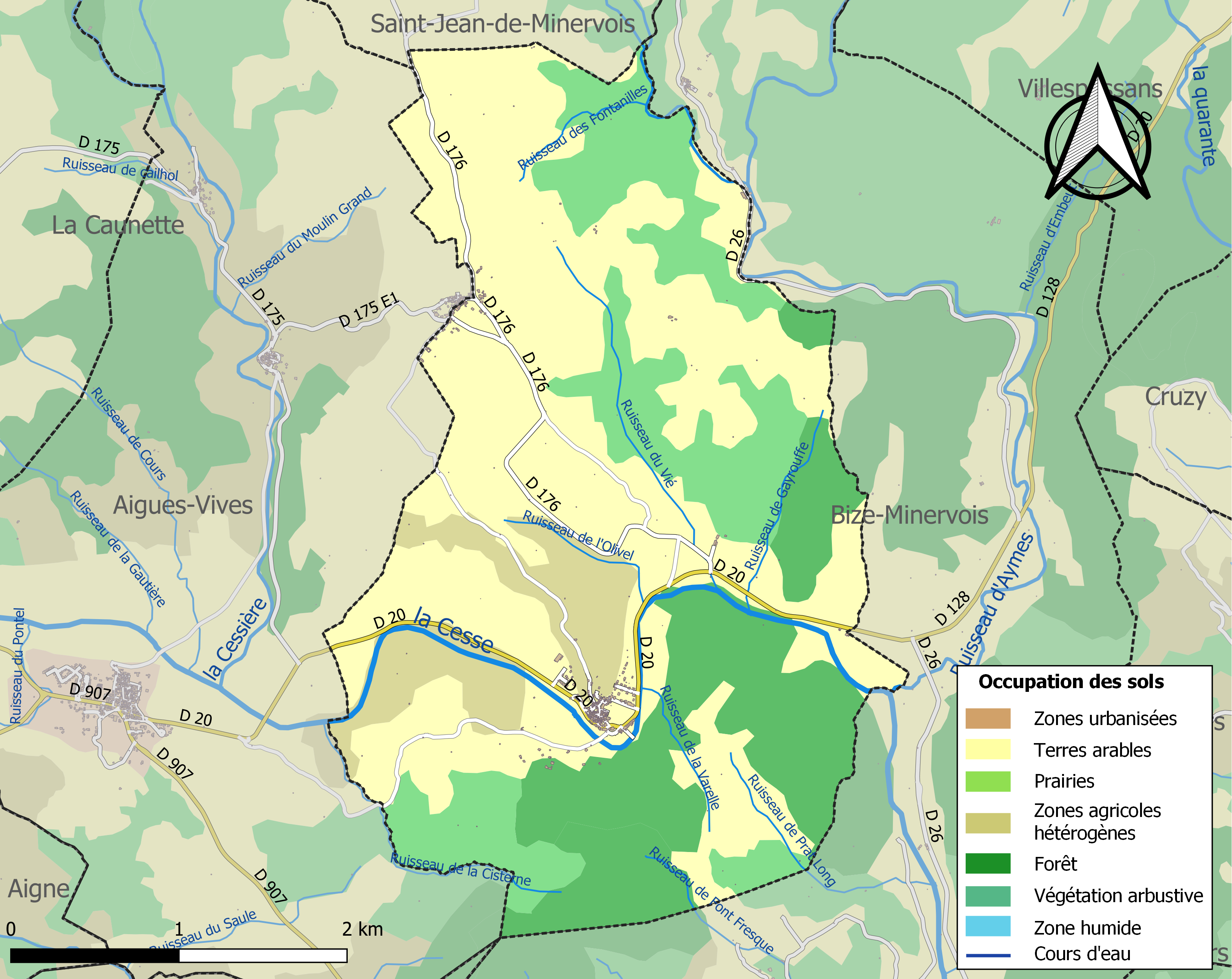
Kaart van de gemeente met belangrijkste infrastructuur, bodemgebruik en omliggende gemeenten

## Demografie
Onderstaande figuur toont het verloop van het inwonertal (bron: INSEE-tellingen).